# Diego García (baloncestista)
Diego García (San Cristóbal, Santa Fe, 15 de septiembre de 1979) es un exjugador de baloncesto profesional que se desempeñaba en la posición de escolta. Representó a su país internacionalmente en varios torneos. 

## Trayectoria profesional
Formado en la cantera de Rivadavia de San Cristóbal, disputó luego los torneos semi-profesionales santafesinos jugando para Rivadavia Juniors, El Equipo de la Ciudad y Colón de la ciudad de Santa Fe, y Alma Juniors de Esperanza, antes de dar el salto al TNA para jugar con Central Entrerriano. Con ese club conquistó el Torneo Nacional de Ascenso 2002-03, siendo el máximo anotador. 
Ya convertido en jugador de la LNB, y después de un paso por Estudiantes de Olavarría -donde promedió  15,7 puntos, 2 rebotes y 1,5 asistencias por partido-, fichó con Ben Hur de Rafaela. Con su nuevo equipo se consagraría campeón de la Liga Nacional de Básquet 2004-05 en su primera temporada, y al año siguiente obtendría la Liga Sudamericana de Clubes. Además fue reconocido como el Jugador de Mayor Progreso de la Liga Nacional de Básquet en 2005. 
Tras una temporada más en LNB en las filas de Regatas de Corrientes -que terminó con su selección en el Quinteto Ideal del certamen-, tomó la decisión de migrar a España para sumarse al Autocid Ford Burgos de la LEB Oro. Aunque no consiguió el ascenso en su dos temporadas con ese club, aun así pudo jugar en la ACB cuando, en el verano de 2009, fue convocado por el Blancos de Rueda Valladolid. Permaneció tres años allí, y, aunque no fue titular, contó con muchos minutos en los que demostró su enorme capacidad para finalizar contraataques a toda velocidad o encestar triples.
Su retorno a la Argentina se produciría en 2012, contratado por Libertad. Dos años después pasó a Quimsa, equipo con el que volvería a consagrarse campeón de la LNB, esta vez en la temporada 2014-15.
Luego de una temporada en La Unión de Formosa, se alejó nuevamente a su país, pero esta vez para desembarcar en Venezuela, incorporado al plantel de Guaros de Lara. El escolta tuvo la oportunidad de liderar a su nuevo equipo en la conquista de la Liga Sudamericana de Clubes 2017.
En marzo de 2018 volvió una vez más a la LNB, con la misión de sustituir a Jonatan Slider en Peñarol de Mar del Plata. Concluida la temporada, y siendo ya un jugador de 39 años, quedó en la lista de libres. 
García retomó la práctica profesional del baloncesto en enero de 2019, incorporándose a Ramos Mejía LTC del Torneo Federal de Básquetbol como reemplazante de Exequiel Cassinelli. Meses después fichó con Unión de Santa Fe, jugando la temporada 2019-20 de La Liga Argentina que terminó interrumpida a causa de la pandemia de COVID-19. Cuando la actividad se reanudó no fue contado nuevamente en el equipo, por lo que aceptó la propuesta para vestir la camiseta del clásico rival de Unión: Colón de Santa Fe. Con ese club disputó la temporada acortada de La Liga Argentina 2021.
A comienzos de 2022 reapareció tras un periodo de inactividad, listo para jugar con Rivadavia Juniors, equipo que disputaba los torneos de la Asociación Santafesina de Básquet.

### Clubes
| Club                        | País      | Año         |
| --------------------------- | --------- | ----------- |
| Rivadavia Juniors           | Argentina | 1995 - 1997 |
| El Equipo de la Ciudad      | Argentina | 1997 - 1998 |
| Alma Juniors                | Argentina | 1998 - 2000 |
| Colón                       | Argentina | 2001        |
| Central Entrerriano         | Argentina | 2001 - 2003 |
| Estudiantes de Olavarría    | Argentina | 2003 - 2004 |
| Ben Hur                     | Argentina | 2004 - 2006 |
| Regatas Corrientes          | Argentina | 2006 - 2007 |
| Autocid Ford Burgos         | España    | 2007 - 2009 |
| Blancos de Rueda Valladolid | España    | 2009 - 2012 |
| Libertad                    | Argentina | 2012 - 2014 |
| Quimsa                      | Argentina | 2014 - 2016 |
| La Unión de Formosa         | Argentina | 2016 - 2017 |
| Guaros de Lara              | Venezuela | 2017 - 2018 |
| Peñarol                     | Argentina | 2018        |
| Ramos Mejía LTC             | Argentina | 2019        |
| Unión                       | Argentina | 2019 - 2020 |
| Colón                       | Argentina | 2021        |
| Rivadavia Juniors           | Argentina | 2022 - 2023 |

## Selección nacional
García fue miembro de la selección de básquetbol de Argentina, disputando unos 25 partidos en total. Fue parte, entre otros, del plantel que terminó cuarto en los Juegos Panamericanos de 2007, del que se consagró campeón en el Campeonato Sudamericano de Baloncesto de 2008 y del que obtuvo el tercer puesto en el Campeonato FIBA Américas de 2009.

## Palmarés

### Torneos

#### Clubes
| Torneo                             | Equipo              |
| ---------------------------------- | ------------------- |
| Torneo Nacional de Ascenso 2002-03 | Central Entrerriano |
| Liga Nacional de Básquet 2004-05   | Ben Hur             |
| Liga Sudamericana de Clubes 2006   | Ben Hur             |
| Liga Nacional de Básquet 2014-15   | Quimsa              |
| Liga Sudamericana de Clubes 2017   | Guaros de Lara      |

#### Selección
| Campeonato                                    | Sede         | Resultado |
| --------------------------------------------- | ------------ | --------- |
| Campeonato Sudamericano de Baloncesto de 2006 | Caracas      | 3°        |
| Campeonato Sudamericano de Baloncesto de 2008 | Puerto Montt | 1°        |
| Campeonato FIBA Américas de 2009              | San Juan     | 3°        |

### Menciones
- Jugador de Mayor Progreso de la Liga Nacional de Básquet 2004-05
- Elegido miembro del Mejor quinteto de la Liga Nacional de Básquet 2006-07